# قائمة كتب أوز
تشكل كتب أوز سلسلة كتب تبدأ بـ ساحر أوز العجيب (1900) وتتحدث عن التاريخ الخيالي لأرض أوز. تم إنشاء شخصية أوز بواسطة المؤلف ليمان فرانك بوم، الذي استمر في كتابة أربعة عشر كتابًا كاملة من كتب أوز. جميع الكتب المكتوبة من بوم هي ملك عام في الولايات المتحدة. حتى عندما كان على قيد الحياة، صُنف بوم على أنه «المؤرخ الملكي لأوز» للتأكيد على مفهوم أن أوز مكان حقيقي. كان الوهم الذي تم إنشاؤه هو أن شخصيات مثل دوروثي والأميرة أوزما ربطوا مغامراتهم في أوز ببوم أنفسهم، عن طريق التلغراف اللاسلكي.

## كتب أوز الأصلية من تأليف ل. فرانك بوم

### مجموعات قصصية وأعمال أخرى لبوم
بالإضافة إلى كتب Oz الكنسية، فإن العديد من أعمال Baum التي ليست قصص Oz يتم وضعها اسميًا في نفس العالم الخيالي مثل كتب Oz ، وتشمل العديد من عمليات الانتقال بين الشخصيات. هؤلاء هم: الملكة Zixi of Ix ، The Magical Monarch of Mo ، The Sea Fairies ، Sky Island ، The Life and Adventures of Santa Claus ، و John Dough and the Cherub .

### كتب أخرى معترف بها رسميًا على أنها شريعة من قبل The L. Frank Baum Family Trust
| تتابعات Oz الأخرى المعترف بها |             |      |                                                               |
| عنوان                         | كاتب        | عام  | ملاحظات                                                       |
| العصا الزمردية لأوز           | شيروود سميث | 2005 | أول كتب من ثلاثة كتب جديدة مرخص بها من قبل Baum Family Trust. |
| مشكلة تحت أوز                 | شيروود سميث | 2006 |                                                               |
| سكاي بيراتس فوق أوز           | شيروود سميث | 2014 | نشر ذاتيًا في Lulu.com لإكمال الثلاثية المخطط لها.             |

### كتب إضافية للكتاب السابقين
| عنوان                                                                                   | كاتب       | عام  | الناشر                  |
| --------------------------------------------------------------------------------------- | ---------- | ---- | ----------------------- |
| المتواجدون في أوز                                                                       | جاك سنو    | 1954 | رايلي ولي               |
| دليل لشخصيات من كتب 39 أوز الأولى.                                                      |            |      |                         |
| جريمة قتل في أوز                                                                        | جاك سنو    | 1958 | الساحر الدولي لنادي أوز |
| قصة قصيرة يستعيد فيها تيب حياته من أوزما، ويتم استعادة كلاهما في النهاية كأخوين توأمين. |            |      |                         |
| الهارب في أوز                                                                           | جون آر نيل | 1995 | كتب العجب               |
| كتبت في الأصل عام 1943. مات نيل قبل أن يتمكن من تحرير الكتاب أو توضيحه.                 |            |      |                         |

### كتب أوز لكتاب آخرين
يتماشى بعضها مع الأصول، بينما ينحرف البعض الآخر بطرق مختلفة.
| تتمة الأرثوذكسية أوز        |                                 |      | |
| عنوان                       | كاتب                            | عام  | ملاحظات |
| السيد تينكر في أوز          | جيمس هاو (رسمه ديفيد روز)       | 1985 | دوروثي تلتقي بمخترع تيك توك الرجل الساكن. |
| حديقة أوز العملاقة          | إريك شانور                      | 1993 | أخيرًا حصل العم هنري والعمّة إم على مزرعة خاصة بهما، لكنهما يجدان نفسيهما في مشكلة عندما يصبح إنتاجهما عملاقًا. |
| مفارقة في أوز               | ادوارد اينهورن                  | 1999 | يجب أن تجد أوزما، الفتاة الجميلة التي تحكم أوز، طريقة لاستعادة السحر الذي يحافظ على شبابها. ثور ببغاء محبوب ولكنه محير يُدعى تيمبوس يحمل أوزما إلى الوراء عبر الزمن بحثًا عن مصدر سحر الشيخوخة                                                                              |
| ساحرات أوز المجهولات        | ديف هاردنبروك (رسمها كيري رولو) | 2000 | نشرته Galde Press. يؤرخ هذا الكتاب لغز ساحرة الشمال الطيبة، التي كانت أول شخص تحدثت إليه دوروثي عندما وصلت لأول مرة إلى أوز. يوفق Dave Hardenbrook بين نسخة L. Frank Baum الأصلية للشخصية مع النسخة اللاحقة لـ Ruth Plumly Thompson.                                      |
| راندلستون أوز               | إلويز ماكجرو (رسمها إريك شانور) | 2001 | Troopadours هم فنانين مسافرين. عندما يصلون إلى قرية Whitherwood في بلد Gillikin ، يسحرهم ساحر خبيث يدعى Slyddwyn. |
| برج أوز الفضي               | مارجريت بوم                     | 2011 | قبل وقت طويل من زيارة دوروثي جيل لأول مرة لأرض أوز، يسافر ثلاثة أطفال عبر الأرض السحرية بحثًا عن آبائهم المفقودين. على طول الطريق هم يصادقون الأرنب، والسنجاب على مدار الساعة، والساحرات الطيبين، والعديد من الآخرين الذين يساعدونهم بعد أن أطلقوا عن غير قصد ساحرة شريرة. |
| متعدد الألوان: خيال رومانسي | ريك إي سبور                     | 2015 | يعود اثنان من أعداء `` أوز '' وابنة قوس قزح بوليكروم تجلب مسافرًا من عالم البشر لمساعدتهم. |
| كابوس في أوز                | ديفيد م. كيز                    | 2020 | تعاني ثلاث أميرات من أميرات أوز الملكات من كوابيس قد تتعلق بالنمو الغريب لشجرة غامضة في الغرب. يجب أن تغامر دوروثي وبيتسي وتروت نحو المصدر ويكشفوا عن مصدر هجماتهم قبل أن يسجنهم وحش الكابوس.                                                                             |

## كتب أوز البديلة
فيما يلي بعض الكتب التي تتناول إصدارات بديلة من Oz ، والتي لا تتبع الشريعة التي وضعها ليمان فرانك بوم.[بحاجة لمصدر]

## روابط خارجية
- أوراق L. Frank Baum في جامعة سيراكيوز
- كتب Oz من تأليف L. Frank Baum في أرشيف الإنترنت؛ اللون الممسوح ضوئيا يوضح الطبعات الأولى
- أعمال أوز الكاملة (غير مصورة)
- كتب Oz من قبل L. Frank Baum في مشروع جوتنبرج
- التسلسل الزمني الملكي لـ Oz: كتب Oz (الكنسي وغيرها) مدرجة بترتيب زمني
- كتب التلوين الرائعة لأوز